# متحف صقر الجزيرة للطيران
متحف صقر الجزيرة للطيران متحف جوي يسرد التطور التاريخي للقوات الجوية الملكية السعودية منذ نشأتها علي يدي الملك عبد العزيز إلى ما وصلت إليه في هذا العصر.

## محتويات المتحف
يتكون المتحف في مرحلته الأولى من صالة عرض رئيسيه مغطاة تحتوي على طائرات حقيقية دخلت الخدمة في سلاح الطيران السعودي ومجسمات صغيرة لبعض الطائرات بالإضافة إلى أربع مقصورات شاشات عرض وركن خاص بتاريخ القوات الجوية وفي الجزء العلوي يتعرف الزائر علي مجموعة من الأسلحة مثل الصواريخ والقنابل والرتب والملابس العسكرية كما يوجد بعض البترينات التي تحتوي على الأوسمة والأنواط العسكرية.

## الموقع
يقع المتحف الملكي السعودي في سلاح الجو أو صقر الجزيرة على الطريق الدائري الشرقي لمدينة الرياض بين المخارج 10 و 11. حيث تظهر طائرة من طراز لوكهيد إل-1011 تراى ستار تحمل شعار للخطوط السعودية وهي مرئية من الطريق الدائري.

## الهدف من أنشاء المتحف
حفظ الإرث التاريخي للقوات الجوية والذي يحكي قصة النجاح المستمر لأكثر من 80 عام تم إنشاء المتحف في شرق قاعدة الرياض الجوية وتحديداً على طريق ( الدائري الشرقي) طريق المطار وذلك ليكون عامل جذب سياحي لزوار مدينة الرياض . ويعتبر المتحف واجهة مشرقة للقوات المسلحة بشكل عام والقوات الجوية بشكل خاص 

## افتتاح متحف صقر الجزيرة
صدرت موافقة صاحب السمو الملكي الأمير سلطان بن عبد العزيز على إقامة المتحف في يوم الأحد 7/ 10/ 1419هـ الموافق 24/ 1/ 1999م على أن يتزامن افتتاحه مع الاحتفالات بالذكرى المئوية للافتتاح مدينة الرياض. وبالفعل تم افتتاح المتحف في السابع من شهر شوال 1419هـ برعاية صاحب السمو الملكي الأمير عبد الله بن عبد العزيز (آنذاك). ومنذ ذلك الوقت والمتحف يستقبل الوفود الرسمية والضيوف والزوار الرسميين . وبعد عدة سنوات صدرت موافقة مجلس الوزراء على اللائحة التشغيلية للمتحف. وبالفعل تم افتتاحه في 17 من رمضان 1424 هـ برعاية رئيس هيئة الأركان الفريق أول صالح بن علي المحيا نيابة عن صاحب السمو الملكي الأمير سلطان بن عبد العزيز.

## الخطط المستقبلية
يقدم المتحف للزوار في بداية الزيارة نبذة مختصرة عن تاريخ القوات الجوية عن طريق أحد المرشدين وبعد ذلك تبدأ الزيارة على مسار معين يتجول من خلالها الزوار في أرجاء المتحف ويتم تعريف الزوار على المقتنيات والوثائق والصور الموجودة في المتحف والسماح لهم بالتصوير كما يركز المتحف لإعطاء فكرة عن تاريخ القوات الجوية.

## الخدمات المقدمة للزوار
نصت اللائحة التشغيلية للمتحف على أن تكون التذكرة على فئتين : فئة (5) ريال لطلاب المدارس والجامعات وفئة 10 ريال للعامة وقد أتاح المتحف لذوي الاحتياجات الخاصة الدخول بالمجان

## مواعيد الزيارة
يفتح المتحف أبوابه للزائرين في الاوقات التالية:
الأحد: 9ص-12م/4-9م
الاثنين: 9ص-12م / 4-9م
الأربعاء:9ص-12م / 4-9م
الخميس:9ص-12م/ 4-9م
الجمعة:  4-9م
السبت: 4-9م

## أسعار التذاكر
- 10 ريال للبالغين
- 5 ريال للأطفال.

## نظرة عامة
المتحف يعطي التاريخ من القوات الجوية الملكية السعودية منذ إنشائها في 1920s إلى يومنا هذا. يضم المتحف حديقة ساكنة في الهواء الطلق ومتحف داخلي كبير والحديثة.

## المعروضات الثابتة
الطائرات المعروضة تضم:
- إنجلش إلكتريك لايتنغ T-55
- باك سترايك ماستر Mk80

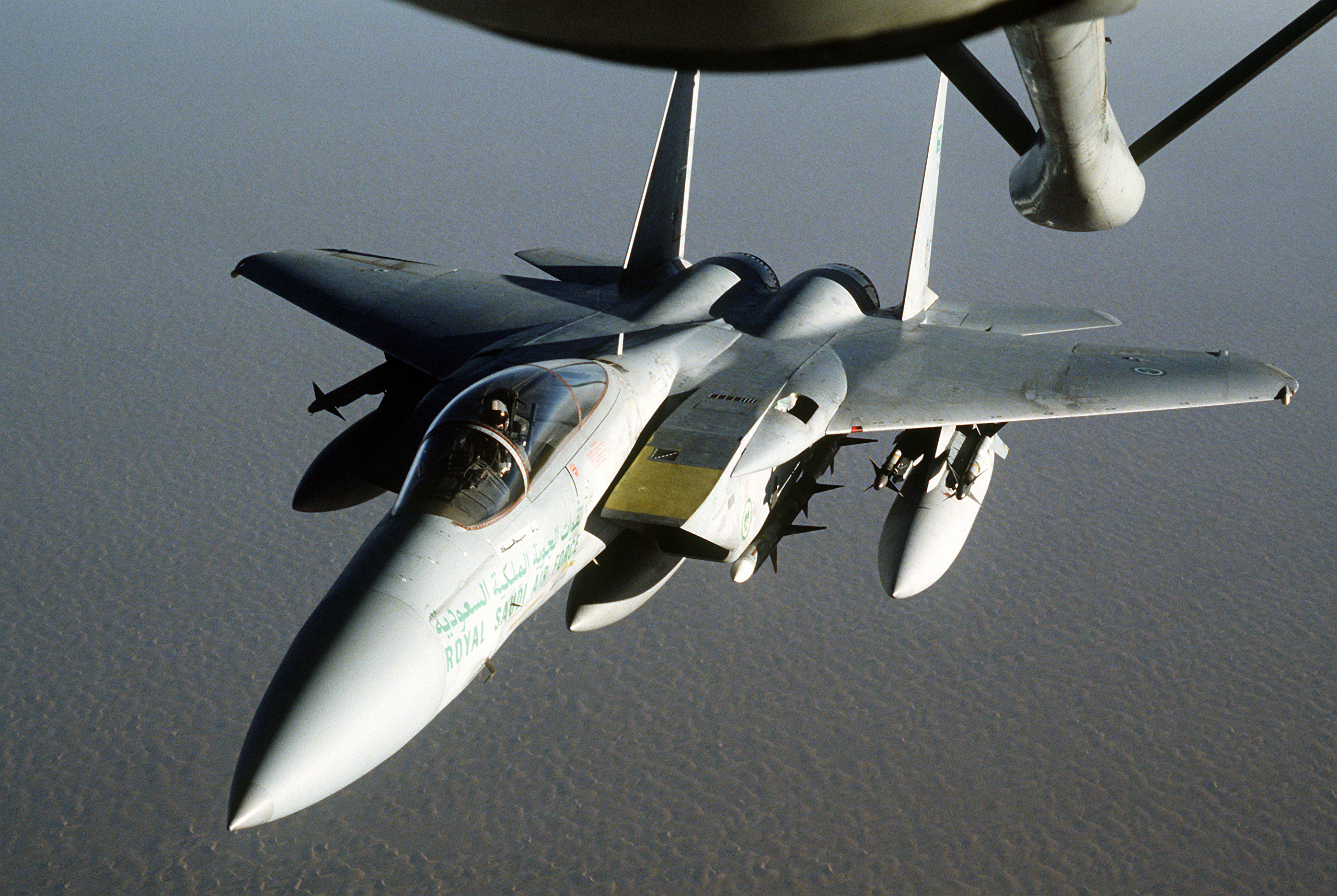
طائرة اف-15 تابعة للقوات الجوية الملكية السعودية وهي تقترب للتزود بالوقود من طائرة كي سي -135

- بوينغ 707 بالوان وشعار الخطوط السعودية ذات رقم التسجيل السعودي (HZ-HM2)
- إف-15 إيغل دي
- سيسنا سيسنا أو-1 بيرد دوق
- سيسنا سيسنا 310
- دوغلاس دوغلاس إيه-26 انفادر موديل (B)
- دوغلاس دي سي-4
- لوكهيد سي-130 هيركوليز
- لوكهيد إل-1011 تراى ستار بالوان وشعار الخطوط السعودية ذات رقم التسجيل السعودي (HZ-AHP)
- لوكهيد تي-33 إيه
- بانتفيا تورنادو (ADV F3 & IDS)
- نورث أمريكان تي-6 تيكسان 206

## صور

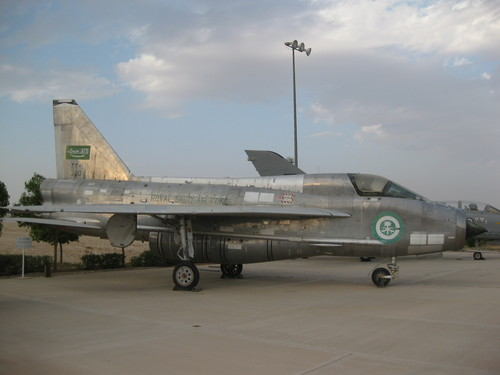
BAC Lightning T55
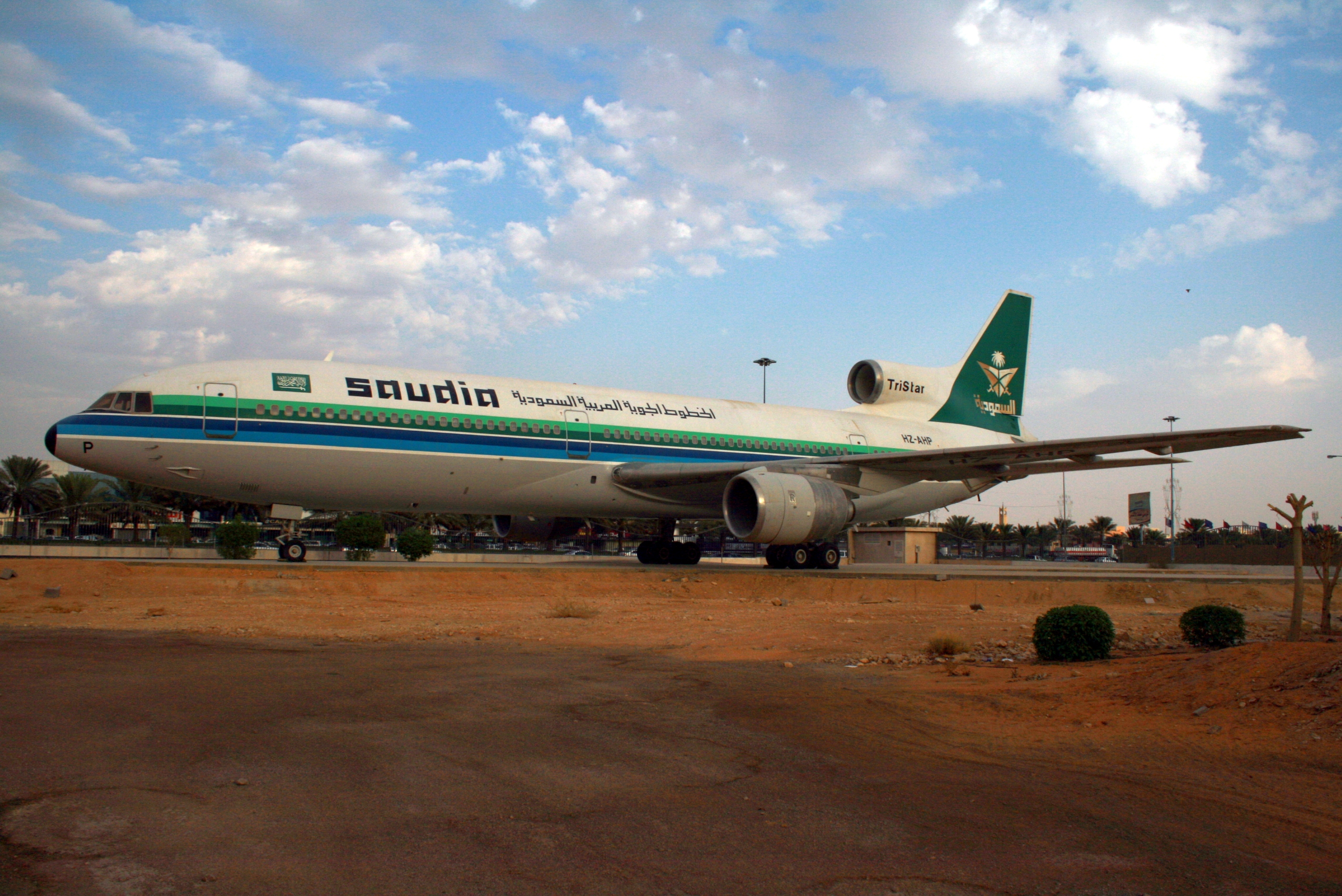
Lockheed L-1011 Tristar

## قاعات العرض
قاعات عرض تحتوي على معروضات عن تاريخ من القوات الجوية الملكية السعودية، محركات الطائرات والأسلحة، والزي المدرسي، وشارات الزينة وعرض خاص على الأمير سلطان بن سلمان بن عبد العزيز آل سعود، أول السعودية في الفضاء الذي ركب كأخصائي حمولة على الفضاء المكوك ديسكفري في مهمة STS-51-G .
يعرض في القاعة:
- إنجلش إلكتريك لايتنغ F53
- مروحية بيل يو إتش-1 إركويس
- مروحية بيل إتش-58 كيوا
- طائرة دوغلاس دي سي-3 تم تجهيزه لتشابه الطائرة التي قدمها الرئيس فرانكلين روزفلت إلى الملك عبد العزيز بن عبد الرحمن بن فيصل آل سعود في عام 1945
- دي هافيلاند السنجاب مر 10 دي هافيلاند كندا دي إتش سي-1 تشيبمونك Mk 10
- دي هافيلاند فامباير (FB Mk 52)
- هوكر هنتر (F Mk60)
- إف-86 سابر أمريكا الشمالية نموذج إف
- نورثروب إف-5 النمر الثاني
- نورث أمريكان تي-6 تيكسان
- تيمكو تي-35 باكارو طراز (T-35A)[5]

## وصلات خارجية
- صفحة متحف صقر الجزيرة للطيران على موقع وزارة الدفاع السعودية.